# Loi type de la CNUDCI sur l'insolvabilité internationale
 (mars 2023).
La loi type de la CNUDCI sur l'insolvabilité internationale est une loi type publiée par le secrétariat de la CNUDCI le 30 mai 1997. Elle vise à aider les États à réglementer l'insolvabilité des entreprises ayant des actifs ou des créanciers dans plusieurs États.
En 2020, 23 États l'avaient transposée dans leurs législations nationales.

## But
La préambule de la Loi type prévoit : 

« La présente Loi a pour objet d’offrir des moyens efficaces pour traiter des cas d’insolvabilité internationale, afin de promouvoir les objectifs suivants :
1. Assurer la coopération entre les tribunaux et les autres autorités compétentes du présent État et des États étrangers intervenant dans les affaires d’insolvabilité internationale;
2. Garantir une plus grande certitude juridique dans le commerce et les investissements ;
3. Administrer équitablement et efficacement les procédures d’insolvabilité internationale, de manière à protéger les intérêts de tous les créanciers et des autres parties intéressées, y compris le débiteur ;
4. Protéger les biens du débiteur et en optimiser la valeur ; et
5. Faciliter le redressement des entreprises en difficultés financières, de manière à protéger les investissements et préserver les emplois. »

— Loi type de la CNUDCI sur l’insolvabilité internationale et Guide pour l’incorporation et l’interprétation, Nations-Unies, mars 2014
La Loi type est conçue pour fournir un modèle destiné à encourager la coopération et la coordination entre les juridictions. Malgré certaines propositions en ce sens, elle ne tente d'unifier ni les lois de fond ni les règles de procédure sur l'insolvabilité. La Loi type définit une insolvabilité internationale comme une situation dans laquelle le débiteur a des actifs dans plus d'un État, ou dans laquelle des créanciers du débiteur ne sont pas originaires de l'État où la procédure d'insolvabilité se déroule. La CNUDCI a publié la Loi type en réponse à l'inertie des régimes nationaux face à l'importante augmentation des cas d'insolvabilité internationale dans les années 1990. En effet, en l'absence d'instruments internationaux d'harmonisation, les législations nationales en matière d'insolvabilité internationale étaient souvent opaques et non coordonnées. De ce fait, il était devenu difficile de protéger les actifs des multinationales en difficulté financière et de sauver ces mêmes entreprises.

## Méthode
Plutôt que de prescrire un ensemble unique de règles à adopter par tous les États, la loi type se fonde sur :
1. L'identification de la juridiction la plus pertinente en cas d'insolvabilité internationale (appelée « procédure étrangère principale ») ;
2. La reconnaissance dans d'autres États des administrateurs de cette procédure étrangère principale ;
3. La coopération nécessaire des autres États pour faciliter le processus d'insolvabilité dans la juridiction principale.

Afin d'identifier la juridiction principale, la Loi type utilise le concept de « centre des intérêts principaux ». Selon ce concept, toute entreprise internationale aurait un centre d'intérêts principal où la procédure d'insolvabilité principale devrait avoir lieu. Dans la mesure du possible, les actifs devraient être redirigés vers cette juridiction principale. Toutes les autres juridictions devraient donc limiter leur procédure d'insolvabilité à la liquidation des actifs dans leur pays uniquement, à la suspension des actions en paiement et à la redirection des créances vers la juridiction principale. Ce fonctionnement de la Loi type est parfois qualifiée d'« universalisme modifié ».
La Loi type définit une procédure étrangère comme « une procédure collective judiciaire ou administrative, y compris une procédure provisoire, régie par une loi relative à l’insolvabilité dans un État étranger, dans le cadre de laquelle les biens et les affaires du débiteur sont soumis au contrôle ou à la surveillance d’un tribunal étranger, aux fins de redressement ou de liquidation. » En conséquence, certains régimes relatifs à l'exécution des sûretés (tels que la mise sous séquestre) ne sont pas concernés. De même, certains processus de réhabilitation qui ne nécessitent pas d'intervention judiciaire ne sont pas pris en compte.
La Loi type crée une exception lorsque certaines dispositions sur l'insolvabilité d'un État pourraient être contraires à l'ordre public d'un autre État. Toutefois, les notes d'orientation expriment l'espoir cette exception d'ordre public soit rarement utilisée.
La Loi type vise également à limiter les régimes d'insolvabilité favorisant les créanciers nationaux par rapport aux créanciers étrangers.

## États
En 2020, les États suivants avaient transposé la Loi type dans leur législation nationale.
| État                      | Date de transposition | État                             | Date de transposition |
| ------------------------- | --------------------- | -------------------------------- | --------------------- |
| Australie                 | 2008                  | Bahreïn                          | 2018                  |
| Bénin                     | 2015                  | Brésil                           | 2020                  |
| Iles vierges brittaniques | 2003                  | Burkina Faso                     | 2015                  |
| Cameroun                  | 2015                  | Canada                           | 2005                  |
| Centrafrique              | 2015                  | Tchad                            | 2015                  |
| Chili                     | 2013                  | Colombie                         | 2006                  |
| Comores                   | 2015                  | République du Congo              | 2015                  |
| Côte d'Ivoire             | 2015                  | République démocratique du Congo | 2015                  |
| Guinée équatoriale        | 2015                  | Gabon                            | 2015                  |
| Gibraltar                 | 2014                  | Grèce                            | 2010                  |
| Guinée                    | 2015                  | Guinée-Bissau                    | 2015                  |
| Israël                    | 2018                  | Japon                            | 2000                  |
| Kenya                     | 2015                  | Malawi                           | 2015                  |
| Mali                      | 2015                  | Île Maurice                      | 2009                  |
| Mexique                   | 2000                  | Monténégro                       | 2002                  |
| Nouvelle-Zélande          | 2006                  | Niger                            | 2015                  |
| Philippines               | 2010                  | Pologne                          | 2003                  |
| Corée du Sud              | 2006                  | Roumanie                         | 2002                  |
| Sénégal                   | 2015                  | Serbie                           | 2004                  |
| Seychelles                | 2013                  | Singapour                        | 2017                  |
| Slovénie                  | 2007                  | Afrique du Sud                   | 2000                  |
| Togo                      | 2015                  | Ouganda                          | 2011                  |
| Royaume-Uni               | 2006                  | États-Unis                       | 2005                  |
| Vanuatu                   | 2013                  |                                  |                       |